# 東京都電車
東京都電車（日语：／ Tōkyō to densha */?）是日本東京都境內基於《東京都電車條例》由東京都交通局經營的軌道（路面電車）路線系統，一般略稱都電（とでん）。其路網曾遍布東京市區，全盛時期有41個營運系統、路線總長213公里；但隨著汽車使用普及後造成兩種交通工具在道路上的運行困難、速度更快又可載更多人的地鐵逐漸通車，再加上當時東京都交通局發生財政問題，1967年起開始分階段進行路線撤除，由地鐵取代其功能，1972年後僅存荒川線至今。

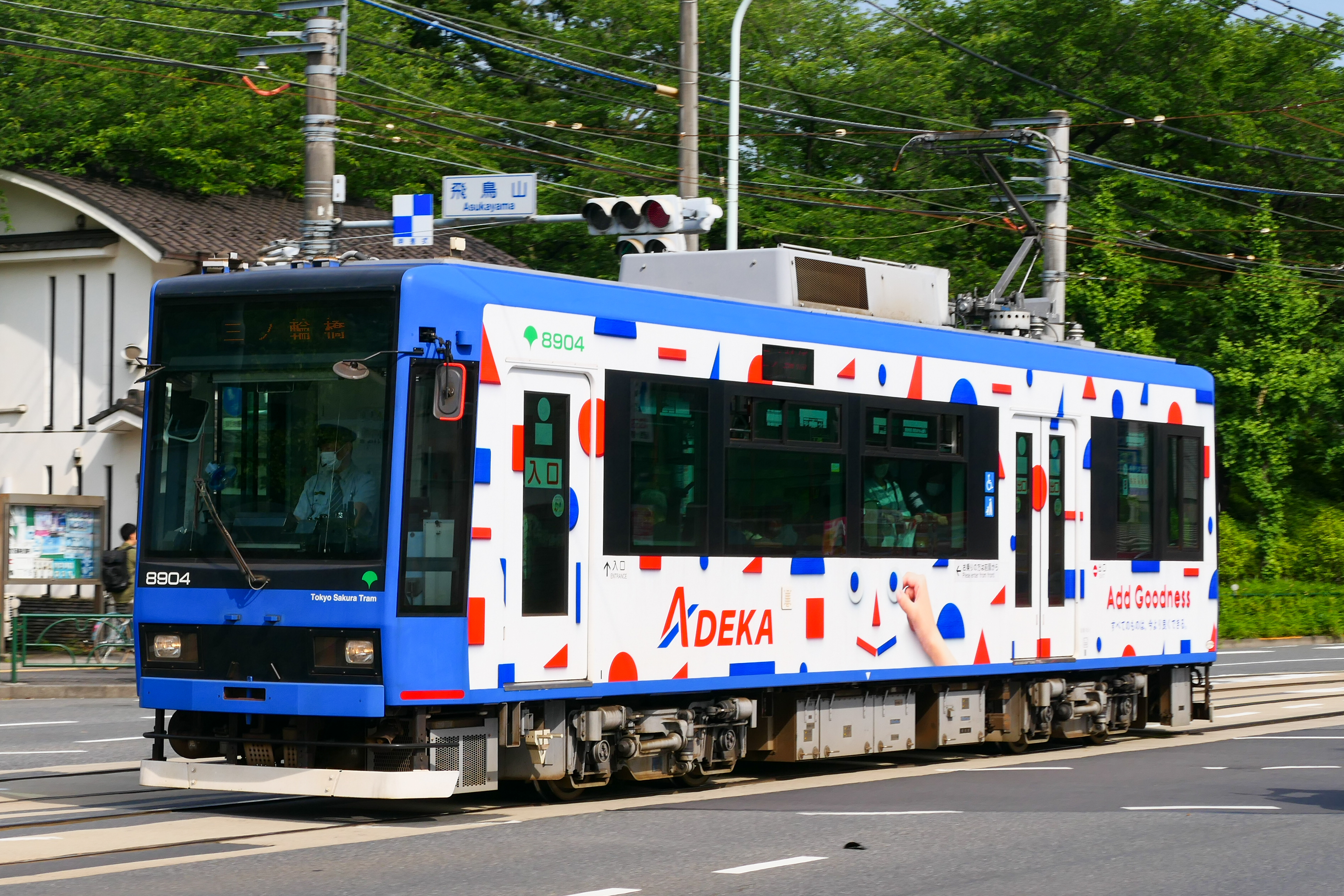
飛鳥山停留場至王子站前停留場的東京都交通局8900型電車 (2023年5月)

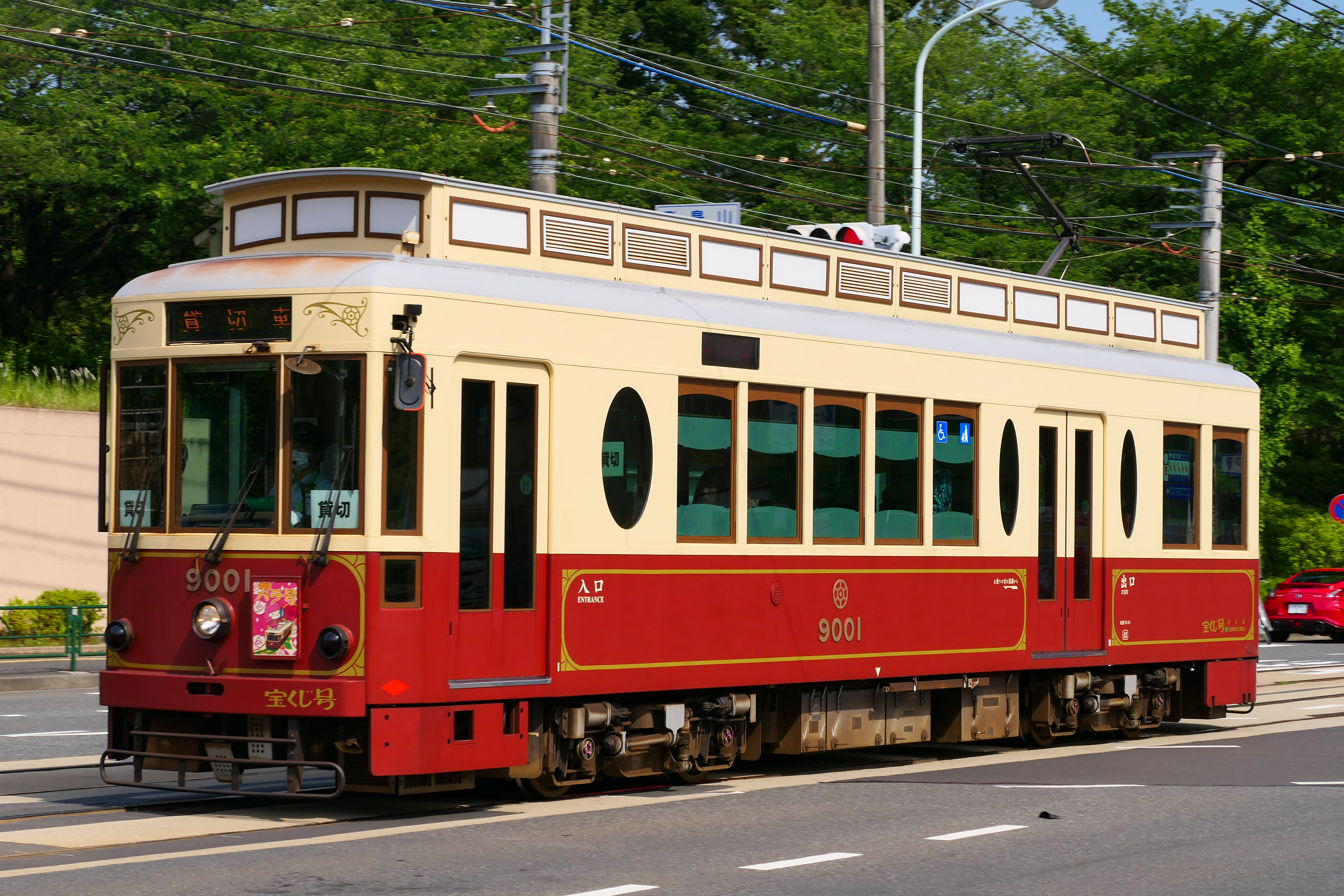
飛鳥山停留場至王子站前停留場的東京都交通局9000型電車 (2023年5月)

## 歷史

### 年表

#### 前史
- 1903年（明治36年）8月22日：馬車鐵道（日语：馬車鉄道）的東京馬車鐵道（日语：東京馬車鉄道）將動力由馬匹拉動改為電力推動，東京電車鐵道（電鐵[2]）自此誕生，品川－新橋間開業。
- 1903年（明治36年）9月15日：東京市街鐵道（街鐵）數寄屋橋（日语：数寄屋橋）－神田橋間開業[3]。
- 1903年（明治36年）11月1日：街鐵日比谷（日比谷公園）－半藏門間開業。
- 1903年（明治36年）11月25日：電鐵芝口（芝口一丁目）－上野間電氣化開業。
- 1903年（明治36年）12月29日：街鐵神田町－兩國間、半藏門－新宿間開業。
- 1904年（明治37年）1月31日：街鐵須田町－本鄉四丁目間開業。
- 1904年（明治37年）2月21日：電鐵本銀町角－馬喰三丁目－淺草橋間、淺草橋－橫山町三丁目－本町角間各自單線一方通行電氣化開業。
- 1904年（明治37年）2月25日：電鐵淺草橋－雷門間電氣化開業。
- 1904年（明治37年）3月18日：電鐵雷門－田原町－菊屋橋、合羽橋－上野停車場前－上野間電氣化開業。田原町－上野停車場前間途經菊屋橋往上野方向、途經合羽橋往雷門方向的單線一方通行。東京電車鐵道全線電車化。
- 1904年（明治37年）5月15日：街鐵數寄屋橋－茅場町－兩國間、茅場町－龜住町間開業。數寄屋橋改名數寄屋橋內。
- 1904年（明治37年）6月21日：街鐵日比谷（日比谷公園）－三田（本芝）間開業。
- 1904年（明治37年）9月6日：街鐵三宅坂－青山四丁目間開業。
- 1904年（明治37年）11月8日：街鐵本鄉四丁目－上野廣小路間開業。本鄉四丁目的須田町方向改名本鄉三丁目。
- 1904年（明治37年）12月8日：東京電氣鐵道（外濠線）土橋（新橋站北口）－御茶之水間開業。
- 1904年（明治37年）12月17日：街鐵小川町－俎橋間開業。
- 1905年（明治38年）4月3日：外濠線土橋－虎之門内內間開業。
- 1905年（明治38年）4月5日：外濠線御茶之水－東竹町（竹町）間開業。
- 1905年（明治38年）5月15日：外濠線東竹町（竹町）－神樂坂（神樂坂下）間開業。
- 1905年（明治38年）6月3日：街鐵兩國－龜澤町間開業。
- 1905年（明治38年）7月18日：街鐵上野廣小路－西町間、龜澤町－小島町間開業。
- 1905年（明治38年）8月12日：外濠線神樂坂（神樂坂下）－四谷見附間開業。
- 1905年（明治38年）9月15日：外濠線四谷見附－葵橋間開業。
- 1905年（明治38年）9月17日：鐵西町－小島町間開業。
- 1905年（明治38年）10月：為了東京地理教育，3間公司以當時的路線發表了歌曲「東京地理教育電車唱歌（日语：電車唱歌）」（全52番）。
- 1905年（明治38年）10月11日：街鐵的櫻田門－靈南坂間與外濠線的葵橋－虎之門間開業。街鐵霞關－靈南坂間的一部分與外濠線葵橋－虎之門間的一部分被用作共用線同時開業。作為路線的外濠線全線通車。
- 1905年（明治38年）11月23日：外濠線師範學校前－神田松住町間開業。
- 1905年（明治38年）12月29日：街鐵半藏門－三番町間開業。
- 1906年（明治39年）1月20日：街鐵三番町－市谷見附間開業。三番町改名招魂社脇（招魂社橫）。
- 1906年（明治39年）3月3日：外濠線信濃町－天現寺橋間全線專用軌道（日语：専用軌道）開業。由於軌道倘未連通，外濠線暫時取道街鐵線運行。
- 1906年（明治39年）3月21日：街鐵俎橋－飯田橋開業。
- 1906年（明治39年）4月13日：街鐵三原橋－蓬萊橋間開業。
- 1906年（明治39年）8月2日：電鐵途經菊屋橋的上野停車場－田原町間複線化。伴隨的是途經合羽橋的路線廢除。
- 1906年（明治39年）9月11日：電鐵、街鐵、外濠線3間公司合併，東京鐵道（東鐵）成立。
- 1906年（明治39年）9月12日：作為東京鐵道開始運行。
- 1907年（明治40年）4月：東京市會決議收購東京鐵道。
- 1911年（明治44年）7月31日：東京鐵道的收購獲得東京市營許可。
- 1911年（明治44年）8月1日：東京市收購東京鐵道。開設東京市電氣局，成為東京市電。
- 1911年（明治44年）8月22日：王子電氣軌道（日语：王子電気軌道）（王電）大塚－飛鳥山上間開業。
- 1911年（明治44年）12月31日：東京市電爆發日本交通事業史上首次罷工[4]。
- 1917年（大正6年）12月30日：城東電氣軌道錦糸町－小松川間開業。
- 1921年（大正10年）8月26日：西武軌道淀橋（日语：淀橋）－荻窪（現時荻窪站南口）間開業（10月1日與武藏水電合併[5]。後來在1922年（大正11年）6月1日與帝國電燈合併）。
- 1922年（大正11年）6月11日：玉川電氣鐵道（日语：東急玉川線）（玉電，1907年（明治40年）開業）澀谷－澀谷橋間開通。
- 1922年（大正11年）11月16日：帝國電燈將鐵軌道事業讓渡予西武鐵道（舊社）[6]。
- 1924年（大正13年）3月29日：與京濱電氣鐵道品川站（現時北品川站）接續，開始直通運行。
- 1933年（昭和8年）4月1日：停止與京濱電氣鐵道直通運行。
- 1935年（昭和10年）12月27日：西武鐵道（舊社）將新宿軌道線的經營委托予東京乘合自動車（日语：東京乗合自動車）（青巴士）。
- 1937年（昭和12年）3月25日：城東電氣軌道吸收合併青巴士[7]。
- 1938年（昭和13年）4月15日：玉電合併至東京橫濱電鐵。
- 1938年（昭和13年）4月25日：青巴士吸收合併東京地下鐵道。該公司繼續經營城東軌道線，西武鐵道（舊社）受托經營新宿軌道線。
- 1938年（昭和13年）10月14日：東京横濱電鐵，舊玉電路線的澀谷以東部分（下述）的經營委托東京市。
澀谷東橫百貨店（日语：東急百貨店東横店）前（現時澀谷站東口）－天現寺橋間
澀谷橋－中目黑間
- 1942年（昭和17年）2月1日：東京市收購王電與東京地下鐵道的城東軌道線（下記），東京地下鐵道繼續經營管理新宿軌道線。
（舊王電路線）早稻田－王子站前間，赤羽終點－三之輪橋間
（舊城東路線）錦糸町－西荒川間，水神森－洲崎間，東荒川－今井橋間
（運行管理路線）新宿站前（現時車站大樓「LUMINE EST新宿（日语：ルミネエスト新宿）」的北端邊）－荻窪間
1944年（昭和19年）新宿站前－角筈一丁目（新宿大桁橋西交差點）間休止
- 1943年（昭和18年）3月9日：東兩國二丁目－兩國站間休止
- 1943年（昭和18年）4月28日：土橋迴圈、若松町引込線、白山上－本郷肴町（後來的向丘二丁目）間休止

#### 都制施行後 - 財政再建團体指定
- 1943年（昭和18年）7月1日：東京都制施行。市電氣局改組為東京都交通局。成為東京都電（實際上有一段時間都稱為「市電」）。
- 1944年（昭和19年）5月4日：下述9線區在戰爭期間作為不要不急路線（日语：不要不急路線）廢除。
天現寺橋－惠比壽長者丸間
矢來下－江戶川橋間
汐留－三原橋間
東京站（丸之內口）南口－（丸之內公園大廈（日语：丸の内パークビルディング）對面）－都廳前（現、三菱日聯銀行本店前）
人形町－兩國（日本橋兩國）間
東京港口－芝浦二丁目（船路橋前）間（沒有拆去，直至1969年的第四次都電拆去時仍作為車輛工場入庫線存續）
數寄屋橋－土橋間
御茶之水－錦町河岸間
水天宮前－土洲橋（現、東京城市客運大樓（日语：東京シティエアターミナル）前）間
- 1948年（昭和23年）3月10日：東京急行電鐵正式收購同公司玉川線（日语：東急玉川線）的受托路段。
- 1951年（昭和26年）4月5日：西武鐵道（合併西武鐵道（舊公司））正式收購同公司新宿軌道線、新宿站前（上述角筈一丁目）－荻窪站前間。杉並線（角筈一丁目（西武新宿站前）－新宿站前（LUMINE EST北端附近）間休止中）。
- 1952年（昭和27年）5月20日：今井線 東荒川－今井橋間（城東電軌繼承路線），無軌電車被取代和廢除。
- 1953年（昭和28年）5月31日：角筈終點附近（靖國通新宿皮卡迪利（日语：新宿ピカデリー）側－新宿通（日语：新宿通）三峰館側間），整理拆去。新宿站前停留所與歌舞伎町交差點一本化。
- 1959年（昭和34年）1月24日：都交通局官方發表「路面電車不應廢除」。國家公安委員會與警視廳請求強化取締軌道內的汽車運行。
- 1959年（昭和34年）1月29日：警視廳收到札之辻－赤羽橋間的軌道拆去請求。
- 1959年（昭和34年）6月12日：警視廳通知將實施軌道鋪設範圍內汽車進入。
- 1961年（昭和36年）3月17日：銀座通聯合會請願的「銀座通路面電車廢除」不獲定例都議會採納。
- 1961年（昭和36年）7月：昭和37年度首都圈整備事業計劃策定方針決定，指示「着手都電與橫濱市電拆去。」。
- 1961年（昭和36年）9月：首都圈整備審議會（日语：首都圏整備委員会）勸告拆除都電杉並線。
- 1962年（昭和37年）6月：政府的臨時交通關係閣僚懇談會決定了都電飯田橋線與青山線的一部分拆除方針，強烈要求都政府實施。
- 1963年（昭和38年）10月1日：北青山一丁目－三宅坂間及半藏門－九段上間伴隨舉辦1964年夏季奧林匹克運動會的道路整備而廢除。
- 1963年（昭和38年）12月1日：杉並線（日语：都電杉並線） 新宿站前－荻窪站前間因為與營團地下鐵荻窪線競爭而廢除。
- 1966年（昭和41年）5月29日：志村線（日语：都電志村線） 巢鴨車庫前－志村橋間因為都營地下鐵6號線建設工程而廢除。
- 1967年（昭和42年）1月1日：獲得交通局、財政再建團體（日语：財政再建団体）的指定。

#### 路線拆去
- 1967年（昭和42年）12月10日：基於財政再建伴隨的都電拆去計劃，第一次都電拆去（品川站前－東京港口間他12線區、本通線（日语：都電本通線）（通三丁目以南。通稱：銀座線）等8系統線廢除）。
- 1968年（昭和43年）2月25日、3月31日：第二次都電拆去（2月：千住四丁目－三之輪橋間他3線區，3月：數寄屋橋－文京區役所前間他2線區）。
- 1968年（昭和43年）9月29日：第三次都電拆去（澀谷站前－北青山一丁目間他6線區）。
- 1969年（昭和44年）10月25日：第四次都電拆去（泉岳寺前－四谷三丁目間他11線區）。
- 1970年（昭和45年）3月27日：第五次都電拆去（新宿站前－外神田二丁目他2線區）。
- 1971年（昭和46年）3月18日：第六次都電拆去（大塚站前－本所一丁目他7線區）。此次廢除以後，「日本最大的路面電車」變成京都市電（至1976年3月）。
- 1972年（昭和47年）11月12日：第七次都電拆去（錦糸町站前－日本橋間他6線區）。只剩下早稻田－王子站前－三之輪橋間（王電繼承路線）。

#### 1路線1系統化後
- 1974年（昭和49年）10月1日：剩存區間之拆去計劃撤回。決定恒久化，運行系統單一化，採用「荒川線」稱呼。
- 1978年（昭和53年）10月1日：開始一人控制。
- 1990年（平成2年）4月：28年後的新型車輛8500型（日语：東京都交通局8500形電車）運行開始。
- 1993年（平成5年）11月11日：引入預繳卡（T卡）。
- 1994年（平成6年）10月1日：啟用巴士共通卡（日语：バス共通カード）。
- 2000年（平成12年）11月11日：開始荒川一中前停留場。
- 2007年（平成19年）3月18日：啟用PASMO（同時啟用Suica乘車）。
- 2007年（平成19年）5月27日：9000型（日语：東京都交通局9000形電車）開始運行。同時荒川電車營業所內設置舊型車輛（5500型、6000型）的展示設施。
- 2009年（平成21年）4月26日：8800型（日语：東京都交通局8800形電車）開始運行。
- 2015年（平成27年）9月18日：8900型（日语：東京都交通局8900形電車）開始運行。
- 2016年（平成28年）5月30日：7700型（日语：東京都交通局7000形電車）開始運行[8]
- 2017年（平成29年）4月28日：荒川線的愛稱決定為「東京櫻電」[9]。

## 車費
大人（東京市電以後）

### 東京市電時
- 1916年（大正5年）7月〜 5錢
- 1920年（大正9年）6月〜 7錢
- 1943年（昭和18年）6月〜 10錢

### 都制施行後
- 1945年（昭和20年）12月〜 20錢
- 1946年（昭和21年）3月〜 40錢
- 1947年（昭和22年）2月〜 50錢
- 1947年（昭和22年）6月〜 1日圓
- 1947年（昭和22年）9月〜 2日圓
- 1948年（昭和23年）6月〜 3日圓50錢
- 1948年（昭和23年）8月〜 6日圓
- 1949年（昭和24年）6月〜 8日圓
- 1951年（昭和26年）12月〜 10日圓
- 1956年（昭和31年）2月〜 13日圓
- 1961年（昭和36年）7月〜 15日圓
- 1967年（昭和42年）10月〜 20日圓

### 1路線1系統化後
- 1973年（昭和48年）1月〜 30日圓
- 1974年（昭和49年）10月〜 50日圓
- 1977年（昭和52年）5月〜 70日圓
- 1978年（昭和53年）10月〜 90日圓
- 1980年（昭和55年）5月〜 120日圓
- 1984年（昭和59年）7月〜 130日圓
- 1985年（昭和60年）4月〜 140日圓
- 1995年（平成7年）3月〜 160日圓
- 2014年（平成26年）4月〜 170日圓[注釈 1]

## 路線

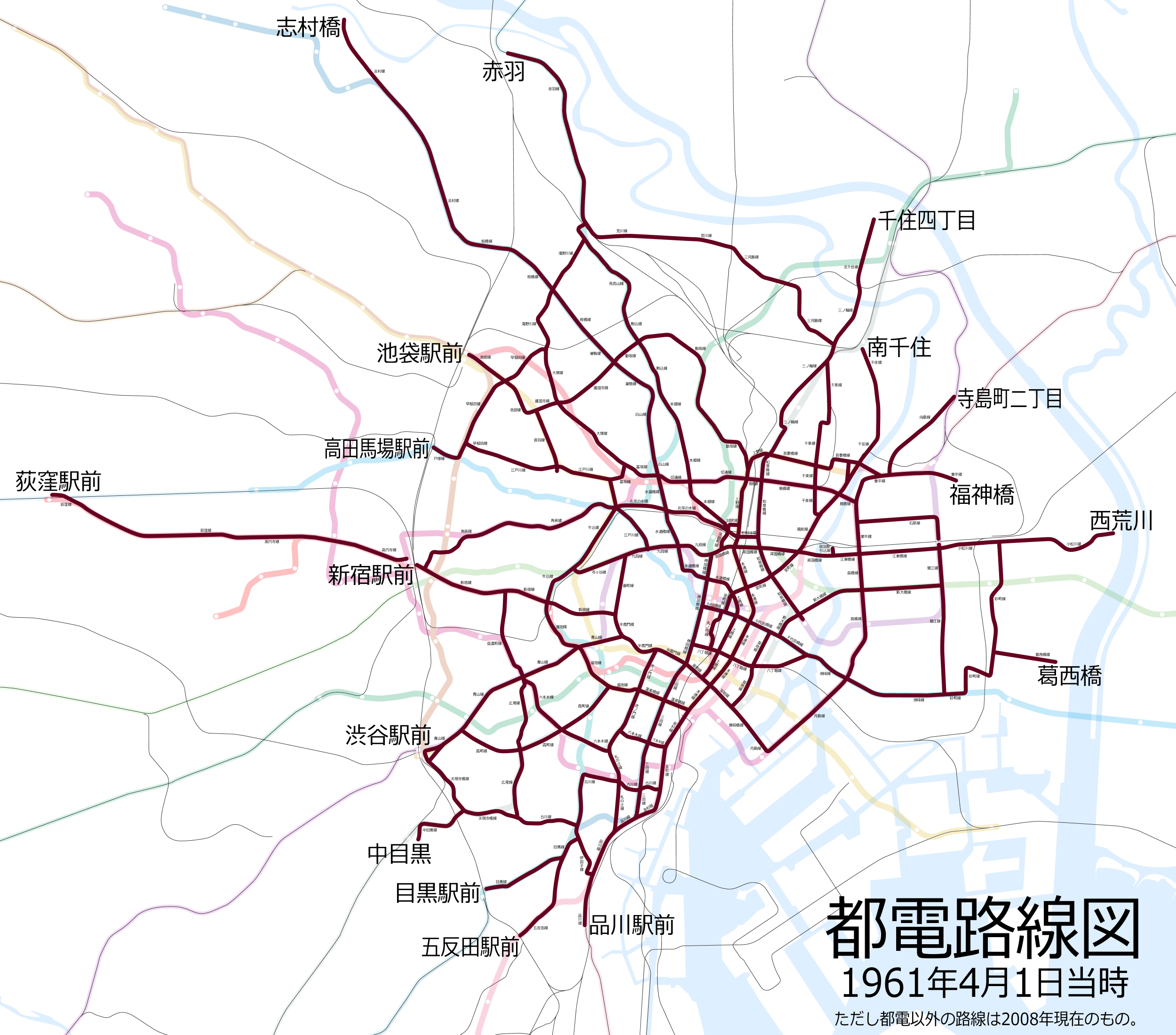
1961年4月的都電路線圖（都電以外的路線截至2008年。地下鐵有銀座線全線、丸之內線的大部分、日比谷線與淺草線各有一部分已經開業）

### 營業中路線
- 荒川線（東京櫻電）

### 出典
1. ↑  . 都営バス資料館.   [2020-09-28]. （原始内容存档于2021-01-23）.
2. ↑  『鉄道ピクトリアル』614号41頁
3. ↑  「東京市街鉄道開業」中外商業1903年9月16日『新聞集成明治編年史. 第十二卷』（国立国会図書館デジタルコレクション）
4. ↑  「電車車掌運転手罷業務」『東京時事新報』1912年1月1日 （页面存档备份，存于）（神戸大学附属図書館新聞記事文庫）
5. ↑  『鉄道省鉄道統計資料. 大正10年度』（国立国会図書館デジタルコレクション）
6. ↑  『鉄道省鉄道統計資料. 大正11年度』（国立国会図書館デジタルコレクション）
7. ↑  『鉄道統計資料. 昭和11年度 第3編 監督』（国立国会図書館デジタルコレクション）
8. ↑  都電荒川線で7701号車が営業運転を開始 - 交友社「鉄道ファン」railf.jp鉄道ニュース 2016年5月31日
9. ↑  . 東京都交通局. 2017年4月28日  [2020年6月8日]. （原始内容存档于2017年10月18日）.

### 交通局史
- 『東京都交通局四十年史』東京都交通局、1951年
- 『東京都交通局60年史』東京都交通局、1972年
- 『東京市電気局三十年史』クレス出版〈公営交通事業沿革史戦前篇〉、1990年
- 『東京都交通局100年史』東京都交通局、2012年

### 一般書籍
- 『都電60年の生涯』東京都交通局、1971年
- 雪廼舎閑人『都電百景百話』大正出版、1982年
- 『わが街 わが都電』東京都交通局、1991年
- 林順信『都電が走った街今昔』JTBパブリッシング、1996年
- 林順信『都電が走った街今昔II』JTBパブリッシング、1998年
- 江本廣一『都電車両総覧』大正出版、1999年
- 諸河久『都電系統案内 -ありし日の全41系統』ネコ・パブリッシング、2001年
- 福原俊一『日本の電車物語 旧性能電車編』JTBパブリッシング、2007年
- 和久田康雄『日本の市内電車 一九八五 - 一九四五』成山堂書店、2009年
- 老川慶喜編著『両大戦間期の都市交通と運輸』日本経済評論社、2010年
- 『都営交通100周年記念写真集 都電』東京都交通局、2011年
- 寺田一薫ほか『都市交通の世界史』悠書館、2012年

### 雜誌
- 『鉄道ピクトリアル』通巻614号、電気車研究会、1995年12月
  - 久保大「都電と呼ばれて50年 東京における軌道事業のあらまし」10-16頁
  - 江本廣一「東京市電〜都電 車両大全集」41-61頁
- 『鉄道ピクトリアル』通巻688号臨時増刊号、電気車研究会、2000年7月
  - 井口悦男「都電青山車庫の遺構を調査して」97-101頁
- 『鉄道ピクトリアル』通巻734号臨時増刊号、電気車研究会、2003年7月
  - 出崎宏「横浜へ自力で走行していった京王1形 」
- 『路面電車EX2016年vol.07』イカロス出版、2016年5月
  - 堀切邦生「都電荒川線いまむかし」14-68頁

## 外部連結
- 都電 （页面存档备份，存于） - 東京都交通局